# Tradition (Geschichtswissenschaft)
Als Tradition bezeichnet man in der Geschichtswissenschaft Informationen, die – meist in mündlicher oder schriftlicher Form – in der Absicht weitergegeben werden, um Zeitgenossen, vor allem aber die Nachwelt über Gegenwart oder Vergangenheit zu unterrichten. Den Gegenpart zur Traditionsquelle stellt nach der von Ernst Bernheim entwickelten Quellentypologie und -systematik der Überrest dar, der ohne historiographische Überlieferungsabsicht erstellt wurde, meist aus zeitgebundenen, praktischen Erwägungen.
| 1. Mündliche Tradition 1. Lied und Erzählung 2. Sage 3. Legende 4. Anekdote 5. Geflügeltes Wort 6. Sprichwort 2. Schriftliche Tradition 1. Inschriften 2. Genealogische Aufzeichnungen u. ä. Listen 3. Annalen und Chroniken 4. Biographie 5. Memoiren 6. Flugschriften, Zeitungen, öffentliche Briefe 3. Bildliche Tradition 1. Zeichnung 2. Malerei 3. Skulptur |

In einer Traditionsquelle berichtet der Verfasser über Vergangenes und Gegenwärtiges, wobei er bereits auswählt, wertet oder zusammenfasst. Bernheim nennt die Traditionsquellen zusammenfassend „Berichte“. Das hat für heutige Historiker Vorteile, da sie so einen schnelleren Überblick über das Geschehene erhalten und etwas über die Vorstellungen des Verfassers erfahren. Der Nachteil besteht darin, dass der Verfasser vielleicht fehlerhaft, einseitig oder gar in betrügerischer Absicht schreibt.
Beispiele für Traditionsquellen sind Reden, Briefe, Berichte, Ergebnisprotokolle und Geschichtswerke von früheren Historikern, die heute nicht mehr als Sekundärliteratur angesehen werden.
Ein Überrest hingegen wurde ursprünglich zu einem eigenen, zeitgebundenen Zweck hergestellt, beispielsweise eine Rechnung, die nur einen Geschäftsvorgang dokumentieren sollte.
Die Unterscheidung ist von der jeweiligen historischen Fragestellung abhängig, das bedeutet, dass dieselbe Quelle je nach Fragestellung Überrest oder Tradition sein kann. Ein Denkmal beispielsweise ist für eine Fragestellung nach dem Ereignis oder der Person, an die es erinnert, Tradition, für eine Fragestellung nach der Memorialkultur der Epoche, in der es errichtet wurde, Überrest.
Quellenkritik an Tradition hat einerseits über Textkritik und Formkritik die ursprüngliche Fassung der Quelle zu rekonstruieren (beispielsweise bei biblischen Texten, Lehrmärchen, Gebetssammlungen, Mythen). Andererseits hat sie die durch die Überlieferungsabsicht, aber auch durch Selbsttäuschung bedingte Verfälschung des überlieferten Geschehens herauszufinden (vgl. Ideologiekritik).